# Läbi öise Tallinna
"Läbi öise Tallinna" är den tredje musiksingeln från den estniska sångaren Ott Lepland. 
Den släpptes i april 2010 som den tredje singeln från hans självbetitlade debutalbum Ott Lepland. 
Låten är skriven av Hendrik Sal-Saller.